# Szaleństwo we dwoje
Szaleństwo we dwoje (oryg. Délire à deux) – sztuka teatralna autorstwa Eugène’a Ionesco, stworzona w 1962 i wystawiona w tym samym roku na scenie Studia des Champs-Élysées. Dramat przedstawia historię kochanków, którzy są ze sobą od siedemnastu lat, jednak ich związek jest nieudany. Kochankowie ciągle się kłócą między sobą o najbardziej trywialne sprawy. Między innymi o to, czy żółw i ślimak należą do jednego gatunku, czy nie. Wokół zaabsorbowanej własnymi problemami pary, na zewnątrz toczy się konflikt zbrojny. Z biegiem akcji wojna nabiera tempa, a pokój w którym znajdują się kochankowie także znajduje się pod ostrzałem. W dramacie nie zostaje wyjaśnione, o co toczą się walki. Całość utworu utrzymana jest w groteskowym klimacie teatru absurdu. W "Szaleństwie we dwoje" Ionesco w sposób dwutorowy ukazał gwałtowność języka, która jest w stanie konkurować z bezosobową brutalnością fizyczną. Dramat był wielokrotnie wystawiany także w polskich teatrach.